# Helbon
L'helbon era un vi blanc dolç, actualment desaparegut, que es feia antigament a Damasc, Síria.